# Nadezhda Neinski
Nadezhda Neinski, anteriormente conocida como Nadezhda Nikolova Mihailova (en búlgaro: Надежда Николова Михайлова) (nacida el 9 de agosto de 1962 en Sofía) es una política búlgara.
Ha sido ministra de Asuntos Exteriores (1997-2001), presidenta de Unión de Fuerzas Democráticas (marzo de 2002-octubre de 2005), miembro de la Asamblea Nacional de Bulgaria (37.ª, 38.ª, 39.ª y 40.ª legislaturas). Desde 2009, es diputada del Parlamento Europeo.

## Biografía

### Infancia y juventud
Desde joven, Mihailova cultivó un interés hacia la poesía. En 1977, completó su educación primaria en la escuela "Ivan Denkoglu" n.º 127 de Sofía y en 1981 finalizó los estudios secundarios en el instituto francés n.º 9 "Alphonse de Lamartine", también en la capital. Fue recordada por sus profesores como una estudiante sobresaliente que destacó en el estudio de la literatura y de la lengua española. Mihailova, pues, ingresó como estudiante de filología en la Universidad de Sofía, de la que completó sus estudios en 1985. Entre 1986 y 1988, trabajó como periodista freelance. Por la misma época, se asoció a la Unión de Traductores de Bulgaria (Съюз на преводачите в България).

### Carrera política

#### Miembro de la Asamblea Nacional de Bulgaria y ministra de Asuntos Exteriores
Nadezhda Mihailova militó en el partido Unión de Fuerzas Democráticas (SDS) durante 21 años, hasta que lo dejó en noviembre de 2012.
Fue elegida en 1994 para ocupar un escaño en la 37.ª legislatura de laAsamblea Nacional de Bulgaria (1995–1997). Durante esta etapa, formó parte del Comité de Asuntos Exteriores y de la delegación búlgara ante el Consejo de Europa.[cita requerida] También ocupó el cargo de vicepresidenta del partido.

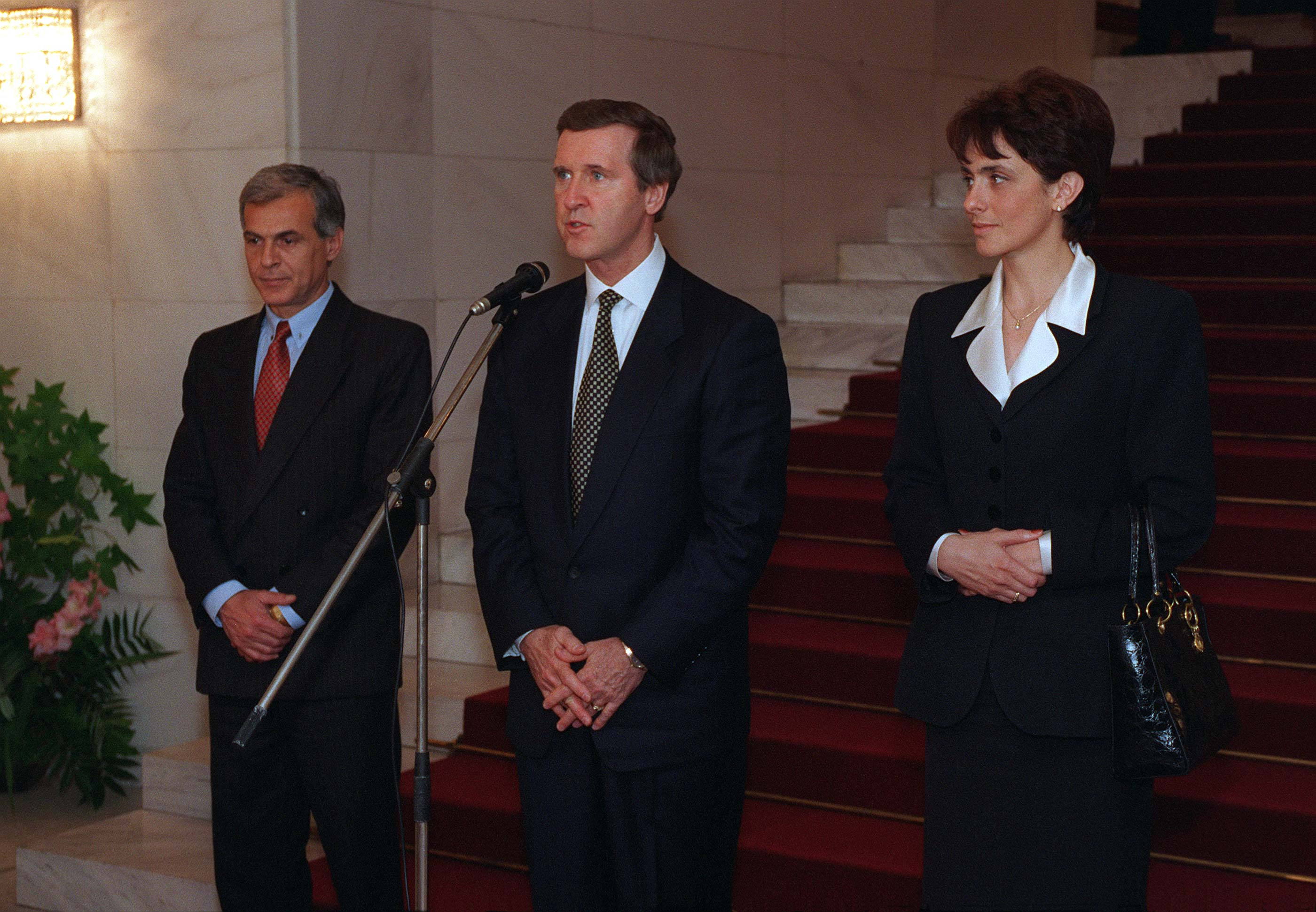
De izquierda a derecha, el ministro de Defensa de Bulgaria Georgi Ananiev, el secretario de Defensa de Estados Unidos William Cohen y la ministra de Asuntos Exteriores de Bulgaria Nadezhda Mihailova en Sofía (Bulgaria), en 1997.

Fue reelegida en 1997 para la 38.ª legislatura (1997-2001). Fue nombrada ministra de Asuntos Exteriores en el gobierno de Ivan Kostov, y ocupó dicho cargo durante los cuatro años. Como ministra de Asuntos Exteriores, apoyó una política de integración de su país con la OTAN y la Unión Europea.
En febrero de 1999, fue elegida vicepresidenta del Partido Popular Europeo en el XIII Congreso, celebrado en Bruselas, con lo que fue la primera persona de Europa del Este que ocupó este cargo.
En marzo de 2000, negó haber entregado al entonces ministro de Asuntos Exteriores de Alemania, Joschka Fischer, en Bonn en abril de 1999, un documento sobre un supuesto plan del expresidente serbio Slobodan Milošević encaminado a la limpieza étnica de Kosovo en 1999 (la llamada Operación Herradura). Al final, en 2012, Nadezhda Neinski admitió a la cadena búlgara BTV haberlo hecho.
Como diputada en la 39.ª Asamblea Nacional (2001-2005), formó parte del Comité de Asuntos Exteriores y del Comité de Seguridad Nacional y Defensa.[cita requerida]
Fue elegida presidenta de Unión de Fuerzas Democráticas en 2002. Tras los decepcionantes resultados de las elecciones locales de 2003, se abrió una grieta en el partido entre ella y el ex primer ministro Ivan Kostov. En 2004, 29 diputados, liderados por Kostov, abandonaron el partido para formar uno nuevo, Demócratas por una Bulgaria Fuerte. En las elecciones parlamentarias de 2005, su partido también obtuvo unos resultados decepcionantes, quedando quinto, y ella fue sucedida por el expresidente de Bulgaria, Petar Stoyanov, en la presidencia del partido. El 30 de noviembre de 2005, Mihailova formó «Alternativa Derecha» (Дясна алтернатива) como una facción interna del partido.
Como parlamentaria de la 40.ª Asamblea Nacional (2005-2009), formó parte del Comité de Asuntos Exteriores y del Comité de Integración Europea. También fue vicepresidenta de la Asamblea Nacional entre 2008 y 2009.

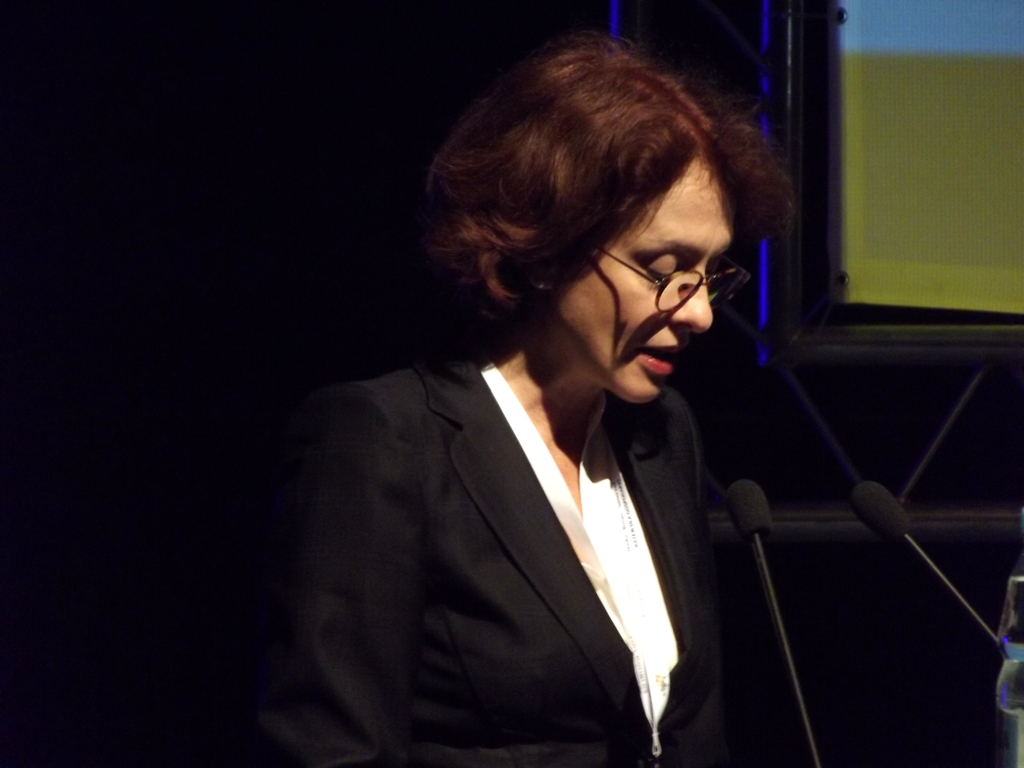
Nadezhda Neinski en 2013

En noviembre de 2012, Nadezhda Neinski dejó el partido tras la expulsión de tres diputados.

#### Eurodiputada
En las elecciones al Parlamento Europeo de 2009, Neinski fue elegida en la lista de Unión de Fuerzas Democráticas, partido miembro del Partido Popular Europeo.

### Otras facetas de la política
En una entrevista con un periódico en 2016, al ser preguntada por un modelo de liderazgo a seguir, reveló su admiración hacia la ex secretaria de Estado de Estados Unidos Madeleine Albright.
En la actualidad,[actualizar] Nadezhda Neinski es la embajadora de Bulgaria en Turquía.

## Familia
En 1983, Nadezhda contrajo matrimonio con Kamen Mihailov, con quien tuvo dos hijas: Violeta y Nina. En 2006, Nadezhda y Kamen se divorciaron. El 3 de octubre de 2009, ella se casó con Svetlin Neinski en la Embajada de Bulgaria en Madrid.